# ネッカーの立方体

ネッカーの立方体

ネッカーの立方体（ネッカーのりっぽうたい、英: Necker Cube）は、スイスのルイス・アルバート・ネッカーにより1832年に考案された、錯視の立方体である。
ネッカーの立方体では、立方体を構成する2つの辺が見た目の上で交わるとき、どちらが前部か後部か示されておらず、2つの解釈ができるために錯視が可能となる。
また後から発表されたマッハの本やシュレーダーの階段などはネッカーの立方体と同類である。
共通の仕組みは、一つの中心から三本の線で奥行きを表している。
マウリッツ・エッシャーの有名なだまし絵『物見の塔』は、ネッカーの立方体を応用しており、画面下部にネッカーの立方体を持った人物が登場している。